# Ousmane Sy (danseur)
Pour les articles homonymes, voir Ousmane et Sy.
Cet article concerne le danseur et chorégraphe français. Pour l'homme politique malien, voir Ousmane Sy.
Ousmane Sy, surnommé Babson, et Baba, (né le 30 septembre 1975 à Paris 14e et mort le 27 décembre 2020 à Antony), est un danseur et chorégraphe français pionnier de la danse hip-hop.

## Biographie

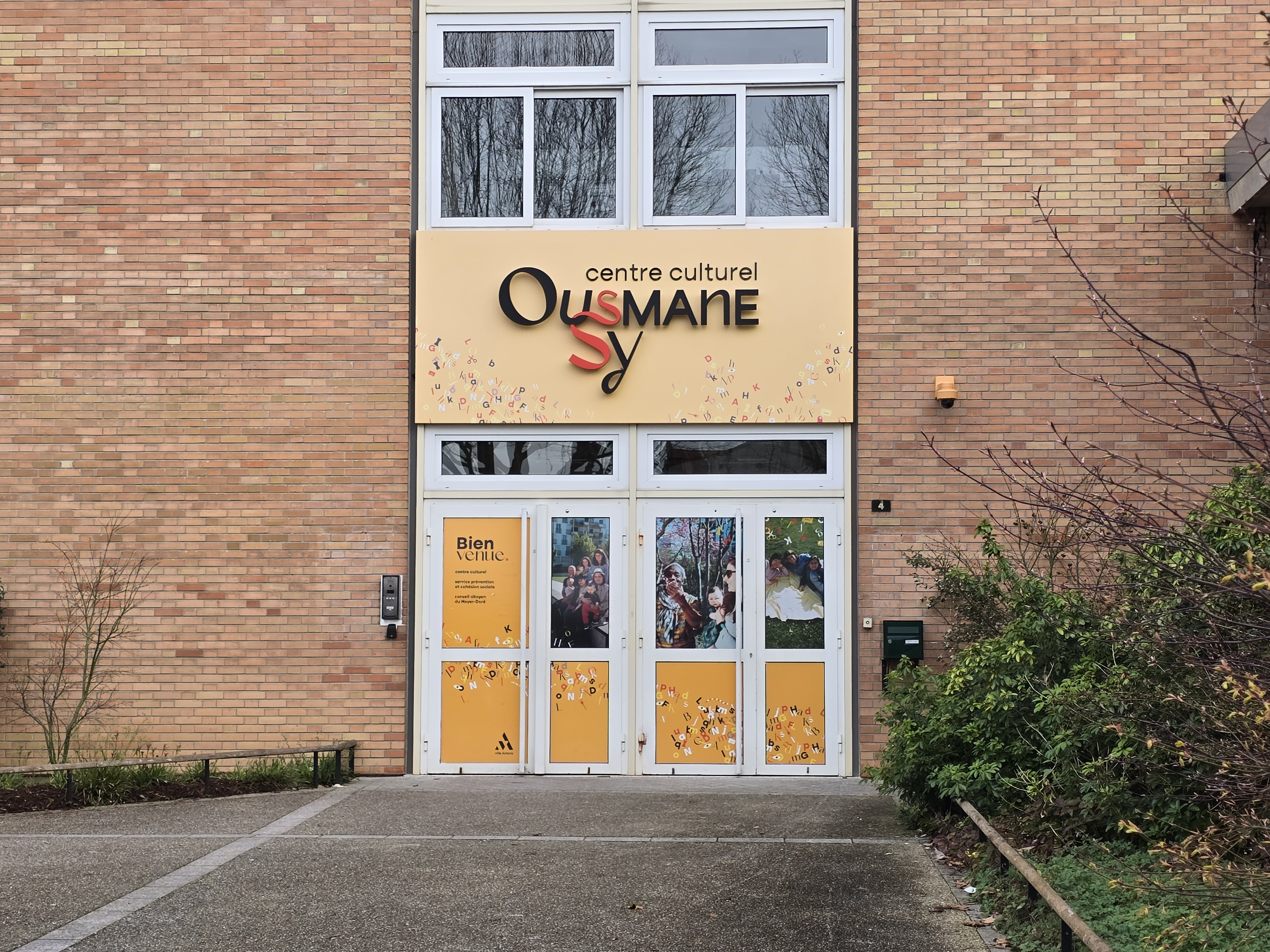
Le centre culturel Ousmane Sy à Antony.

D'origine malienne, il grandit à la cité blanche, à Antony en banlieue parisienne.
Membre du collectif Fair-e, et du collectif Wanted Posse, il est depuis 2019 co-directeur du Centre chorégraphique national de Rennes et de Bretagne.
Il a remporté quatre fois la rencontre internationale de danse hip-hop Juste debout.
Il est l'auteur des pièces Basic, One Shot et Queen Blood,.
Il meurt à 45 ans d'une crise cardiaque dans la nuit du 26 au 27 décembre 2020 à Antony. La presse le décrit à l'époque comme « joyeux », « exigeant » ou encore « visionnaire », tandis que la ville d'Antony comme « l'une des figures majeures de la scène hip-hop internationale ».
La ville d'Antony a rebaptisé le centre socio-culturel du Noyer-Doré de son nom peu après sa mort,.